# Jejú
El jejú, jejúnum (del llatí ieiunum, forma neutra de l'adjectiu ieunus-a-um: que dejuna, que està en dejuni, que està afamat) o budell dejú és una divisió de l'intestí prim que se'n troba a la seva meitat, entre el duodè i l'ili, al quadrant superior esquerre de l'abdomen.

## Anatomia
Està irrigat per branques de l'artèria mesentèrica superior. Comença a l'angle duodenojejunal o de Treitz i és completament intraperitoneal, ja que està unit a la paret abdominal posterior pel mesenteri. No hi ha un límit clar entre el jejú i l'ili, però existeixen algunes diferències anatòmiques i histològiques distintives. Per exemple: el jejú representa les dues quintes parts proximals de tot el tracte jejunoileal, té un major gruix i una llum més ample que l'ili i conté plecs circulars de Kerckring (valvulae conniventes) més prominents. Embriològicament, deriva de l'endoderma i del creixement i la rotació del segment mig del tub digestiu primerenc. En aquesta part de l'intestí hi intervenen diferents enzims digestius que ajuden a digerir l'aliment perquè en sigui més fàcil l'absorció de nutrients, com ara els àcids grassos lliures o els folats a través dels plecs circulars i les vellositats intestinals. És un dels punts on l'intestí prim és més estret. El jejú en els éssers humans adults té una llargària de dos a dos i mig metres i un diàmetre de dos a quatre centímetres. Rep la innervació parasimpática del nervi vague a través dels plexes celíac i mesentèric superior i la simpàtica dels nervis esplácnics toràcics.

## Patologies
L'atrèsia (obstrucció de la llum d'un òrgan tubular) congènita completa del jejú és una condició poc comuna que afecta a 1/12.000 nens nascuts vius. Alguna vegada, es presenta en nadons associada a gastròsquisi (un defecte de naixement de la paret de l'abdomen) i atrèsia colònica concomitant, amb atrèsia de les vies biliars, amb atrèsia rectal proximal, amb heterotòpia pancreàtica i diverticle de Meckel o a un quist mesentèric neonatal. Pot causar una perforació intestinal i manifestar-se eventualment de manera diferida, una estenosi rectal en un nen prematur o produir calcificacions intraabdominals amb marcada presència de cèl·lules gegants en el context d'un mecanisme reactiu per cos estrany. L'absència jejunoileal completa congènita, la dilatació segmentària jejunal congènita, l'obstrucció congènita de la unió duodenojejunal i els quists de duplicació jejunal congènits són defectes de naixement molt poc habituals.
Rarament, un tumor carcinoide, un tumor de l'estroma gastrointestinal, un coriocarcinoma metastàtic, un limfoma plasmablàstic (un tipus de limfoma no hodgkinià), un carcinoma sarcomatoide primari, un angiosarcoma, un hemangioma cavernós, un hemangioma submucós, el trencament d'un aneurisma de l'artèria jejunal, una fístula aortoentèrica primària, una heterotòpia gàstrica en el teixit jejunal, una vasculitis de l'artèria jejunal en el context del debut d'una granulomatosi amb poliangiïtis, una malformació arteriovenosa o venosa-limfàtica del budell prim, una telangièctasi, un neurofibroma per malaltia de von Recklinghausen, un lipoma ulcerat, una amiloïdosi intestinal, un tumor amiloide, unes varius, una angiodisplàsia (acumulació anòmala de vasos sanguinis de petit calibre dilatats i fràgils), un diverticle de grans dimensions o una lesió congènita vascular de Dieulafoy jejunal són l'origen d'una hemorràgia digestiva massiva o recurrent.
S'han descrit alguns inusuals casos d'adenocarcinoma primari, d'adenocarcinoma mucinós, de tumor maligne miofibroblàstic inflamatori mesentèric, d'adenocarcinoma rabdoide cavitat, de melanoma maligne de parts toves ric en cèl·lules gegants osteoclàstiques, de sarcoma d'Ewing, de sarcoma de cèl·lules clares, de sarcoma pleomòrfic, de limfoma de Burkitt esporàdic, de limfoma plasmablàstic, de tumor glòmic maligne, de tumor fibrós calcificat (una neoplàsia benigna fibroblàstica), de gastrinoma (un tumor neuroendocrí secretor de gastrina) primari associat a una malaltia per reflux gastroesofàgic refractària al tractament, de tumor neuroendocrí ben diferenciat amb carcinomatosi peritoneal i de schwannoma causant de melenes reiterades, localitzats en el jejú.
Hi ha alguns rars casos en els quals la jejunitis ulcerosa és la primera manifestació greu del debut d'una malaltia celíaca. La poliposi gastrointestinal forma part de la síndrome de Peutz-Jeghers i és una de les causes d'intussuscepció (desplaçament d'una part de l'intestí cap a l'interior de la porció següent) del jejú. Una altra és el desenvolupament d'un liposarcoma retroperitoneal atípic. El limfangioma cavernós (una singular neoformació benigna del sistema limfàtic) jejunal és una entitat clínica molt infreqüent que pot causar anèmia ferropènica crònica infantil i intussuscepció intestinal en adults.
Algunes vegades, una anisakiosi, una adherència jejunocòlica congènita, un pòlip fibroide inflamatori intestinal, un enteròlit (càlcul intestinal), una diverticulosi, una tuberculosi, una síndrome de Bouveret, una diverticulitis aguda complicada, un tricobetzoar, un fitobetzoar intradiverticular, un adenocarcinoma, una estenosi d'origen isquèmic, una hèrnia transmesocòlica, un fecaloma, un hematoma intramural espontani, un liposarcoma pleomòrfic, un limfoma epiteliotròpic monomorf de cèl·lules T intestinal, un sarcoma mieloide múltiple sense leucèmia associada, un limfoma anaplàstic de cèl·lules grans AKL positiu, un limfangioma quístic intestinal, una hèrnia del mesenteri del còlon sigmoide, una lipomatosi intestinal segmentària, la intussuscepció jejunal per un paraganglioma gangliocític, la migració accidental d'un baló intragàstric col·locat durant una cirurgia bariàtrica o un cos estrany ingerit, provoquen una obstrucció que danya greument aquesta zona del budell prim.